# Klein Holzhausen
Klein Holzhausen ist ein Wohnplatz im Ortsteil Schönberg der Hansestadt Seehausen (Altmark) im Landkreis Stendal in Sachsen-Anhalt.

## Geographie
Das Marschhufendorf Klein Holzhausen liegt 3½ Kilometer nordöstlich von Seehausen im Nordwesten der Altmark im Biosphärenreservat Mittelelbe. Der Süden des Dorfes wird vom Flurgraben Klein Holzhausen entwässert, der im Westen in den Landwehrgraben Seehausen strömt. Nachbarorte sind der Hof zur Hufe direkt im Nordwesten, Ostorf und Oberkamps im Norden, Schüring im Nordosten, Schönberg am Deich im Osten, Herzfelde und Neuhof im Süden sowie Nienfelde im Westen.

## Geschichte

### Mittelalter bis Neuzeit
Die erste urkundliche Erwähnung von Klein Holzhausen stammt aus dem Jahre 1319, als Waldemar, Markgraf der Mark Brandenburg, Besitzungen in Holtzhausen an das Kloster Amelungsborn schenkte. In der Urkunde wird der Hof des Markgrafen (die Burg) curia Aulosen genannt, zu dem 17 Dörfer gehörten, darunter das Dorf Holtzhausen.
Weitere Nennungen sind 1345 obernholczhusen, 1346 in Holthusen, 1436 in dem dorffe czu holthusen; 1472 Im dorff zu holtzhausenn bey hertzfelde, 1608 Lutkeholthüsen, 1687 Lütken Holthusen. Im Jahre 1804 heißt das Dorf Klein Holzhausen mit dem Freihof die Oehre, dem Hof zur Hufe.
Zur Gemeinde Klein Holzhausen gehörten 1931 neben dem Dorf selbst das Freigut Klein Wegenitz, die Wohnplätze Groß Wegenitz, das Freigut Neuhof am Damm, sowie Oberkamps und Unterkamps.

### Eingemeindungen
Am 30. September 1928 wurde der nicht bewohnte Gutsbezirk Rühstedter Werder (Rühstedt) mit der Landgemeinde Klein Holzhausen vereinigt.
Am 1. April 1940 erfolgte der Zusammenschluss der Gemeinden Herzfelde und Klein Holzhausen ohne deren Ortsteile Oberkamps und Unterkamps bis einschließlich der Wässerung mit den Rühstedter Wiesen sowie der Ortsteile Groß Wegenitz und Klein Wegenitz (sie kamen zu Beuster) und dem südlichen Teil der Gemeinde Ostorf, die Höfe Falke (Hof zur Hufe), Herper und Neubauer sowie von den Gemeinden Falkenberg und Schönberg die unmittelbar an der Elbe liegenden Enklaven zu einer Gemeinde mit dem Namen Herzfelde. Alle Gemeinden lagen damals im Landkreis Osterburg.
Mit der Eingemeindung von Herzfelde in die Gemeinde Schönberg am 20. Juli 1950 kam der Ortsteil Klein Holzhausen zu Schönberg. Seit der Eingemeindung von Schönberg in die Hansestadt Seehausen (Altmark) am 1. September 2010 gibt es nur noch den Wohnplatz Klein Holzhausen.

### Einwohnerentwicklung
| Jahr | Einwohner |
| ---- | --------- |
| 1734 | 52        |
| 1775 | 41        |
| 1789 | 52        |
| 1798 | 54        |
| 1801 | 56        |
| 1818 | [0]75     |

| Jahr | Einwohner |
| ---- | --------- |
| 1840 | 111       |
| 1864 | 394       |
| 1871 | [00]352   |
| 1885 | [00]290   |
| 1892 | [00]262   |
| 1900 | [00]277   |

| Jahr | Einwohner |
| ---- | --------- |
| 1905 | [00]225   |
| 1910 | [00]280   |
| 1925 | [00]232   |
| 1939 | 210       |

Quelle, wenn nicht angegeben:

## Religion
Die evangelischen Christen aus Klein Holzhausen gehörten früher zur Kirchengemeinde Schönberg und damit zur Pfarrei Schönberg bei Seehausen in der Altmark. Die evangelische Kirchengemeinde Schönberg wurde 2005 mit der Kirchengemeinde Falkenberg zum Kirchspiel Schönberg-Falkenberg zusammengeschlossen. Sie wird betreut vom Pfarrbereich Seehausen des Kirchenkreises Stendal im Bischofssprengel Magdeburg der Evangelischen Kirche in Mitteldeutschland.

## Kultur und Sehenswürdigkeiten
Ein Bauernhof im Dorf und der benachbarte Hof zur Hufe stehen unter Denkmalschutz.